# Aardrijkskundig Woordenboek der Nederlanden
Het Aardrijkskundig Woordenboek der Nederlanden, waarvan het eerste deel in 1837 het licht zag, is een woordenboek dat een uitvoerige beschrijving geeft van geschiedenis en geografie van grote en kleine plaatsen in Nederland. De auteur, Abraham Jacob van der Aa, was auteur van de Zuid- en Noord-Nederlandse Volksalmanak en heeft in die hoedanigheid veel materiaal kunnen verzamelen voor zijn Woordenboek. Het lag in zijn bedoeling om van alle plaatsen het wetenswaardigste bijeen te brengen. Aanvankelijk wilde Van der Aa het hele toenmalige koninkrijk beschrijven, dus met inbegrip van de locaties in het latere België, maar door wat Van der Aa betitelde als de "heilloozen opstand in België" werd dit voornemen verhinderd. Van der Aa werd genoopt zijn werk om te gooien en te beperken tot de plaatsen in Noord-Nederland, zij het dan wel met inbegrip van Luxemburg en enkele Limburgse locaties.
Van der Aa zette zijn Aardrijkskundig Woordenboek voort tot in 1851, het telde toen veertien delen. Ook tegenwoordig is het naslagwerk nog in gebruik bij onderzoekers die behoefte hebben aan feiten of anekdotes over personen of instellingen die in een bepaalde plaats hun sporen hebben achtergelaten. Nadat een herdruk van het werk uit 1976 was uitverkocht, heeft in 2003 het Centraal Bureau voor Genealogie (CBG) het initiatief genomen om de tekst op cd-rom beschikbaar te stellen.

## Voetnoten
1. ↑  Anno 2017 wordt de cd-rom niet meer op de site van het CBG genoemd.
2. ↑  NB: Het titelblad van het veertiende deel vermeldt "Dertiende Deel".